# Parque Estadual de Sagarana
O Parque Estadual de Sagarana é uma unidade conservação de proteção integral da esfera estadual mineira, criado em 2018. O parque é localizado no noroeste de Minas Gerais e se encontra dentro do município de Arinos. O bioma presente no parque é o Cerrado, o parque ainda não possui plano de manejo publicado. Anteriormente, à área do parque era uma estação ecológica estadual que foi criada em 2003, a mudança de categoria da área protegida permite o acesso de visitantes para além de fins de pesquisa científica.

## Atrações
O parque possui uma sede com espaço para visitação com esculturas em homenagem as obras Grande Sertão Veredas e Sagarana. Dentro do parque existem duas cachoeiras, Cachoeira do Boi Preto e Cachoeira do Marques.